# メクリン
メクリン部（Mekrin、中国語: 乜克力）とは、クムル（ハミ）の北東、天山山脈東端に居住していた遊牧民である。唐代の頃より存在しており、元代には「滅乞里」、明代には「乜克力」あるいは「野乜克力」と記録されている。『集史』「部族志」ではベクリン/メクリン(Bekrīn/Mekrīn, مکرین/بکرین)部族として記されている。メクリトとも。

## 起源
メクリン部の起源は遅くとも唐代に遡ると見られており、『唐会要』に記される「月氏旧国」の「墨離軍」がメクリン部に関する最初の記録であると推測されている。これ以後、唐の後を継いだ契丹(遼)や金においてもメクリン部について記録が残っており、『契丹国志』では「鱉古里」、『北使記』では「磨可里」とそれぞれ記されている。
『集史』の「メクリン部族志」では、「その住地はウイグリスタンの険しい山地にある。メクリン人はモンゴル人でもウイグル人でもなく、険しい山地に居住するため全員が岩登りの巧者である。この部族は一つの千人隊を形成していた」と記されている。

## モンゴル帝国時代
13世紀初頭、チンギス・カンによってモンゴル帝国が建国されると、メクリン部もまたモンゴル帝国の傘下に入った。モンゴル帝国に投降したメクリン部の長は娘のモゲ・カトン(Mūkāī Khātūn)を差し出し、チンギス・カンはモゲ・カトンを寵愛したが、子供はできなかった。モンゴル帝国時代、メクリン部の住地はオゴデイ家・チャガタイ家と近かったため、この両家との関係が深かった。

### オゴデイ家との関係
チンギス・カンの死後、後を継いだオゴデイはレビラト婚によってモゲ・カトンを娶り、非常に寵愛したためモゲ・カトンは他の妃に妬まれるほどであったという。オゴデイの兄のチャガタイもモゲ・カトンに目をつけており、オゴデイがモゲ・カトンを娶ったことを知らなかったチャガタイは使者を送って自分の后妃となるよう要求した。そこでオゴデイはモゲ・カトンは既に自分が娶っており、他に気に入った女性がそちらを与えようと答えたが、チャガタイは自分が気に入ったのはモゲ・カトンであって、その他の女性ならば望まないと答えたとされる。
オゴデイの息子のカシンもまたメクリン部出身の女性スィプキナ(Sīpkīna)を娶っており、彼女から生まれたのがカイドゥであった。カイドゥはモンケ・カアンによって弾圧されたオゴデイ家を建て直し、正統なカアンであるクビライの主権を認めない独立した王権(通称カイドゥ・ウルス)を中央アジアに建設した。メクリン部の住地はカイドゥ・ウルスの領域に近かったため、カイドゥはジタンジュ(Jītānj)が治めるメクリン人を捕らえて自分の配下にした。

### チャガタイ家との関係
チャガタイ家当主バラクが死んだ後、カイドゥは事実上チャガタイ家を併合し、カイドゥ・ウルスの傘下に入れた。この間にチャガタイ家の混乱を避けて東方の大元ウルス領に逃げ込むチャガタイ家王族が多く見られ、クビライはこれらの王族をチュベイを中心として河西〜ウイグリスタン方面に配置し、カイドゥに対する防波堤とした。チュベイを中心としたチャガタイ家諸王の連合体(チュベイ・ウルス)の領域にメクリン部の居住地は入っており、このため元代以後メクリン部はチュベイ王家(豳王家)傘下の部族として扱われるようになった。
メクリン人はチュベイ家の投下・分民としてシバウチ(sibau’či、鷹夫)やアバチ(abači、猟人)を務める一方、クムル東方の石城(タシュ・バルガスン)に設置されたジャムチに務める義務も有していた。そのため、チュベイ家の業務とジャムチの業務どちらを優先すべきかという問題が生じ、大徳11年(1307年)にはメクリン部はチュベイ家の業務よりもジャムチの義務を優先させよとの命令がクルク・カアン(武宗カイシャン)より下された。また、『経世大典』「站赤」にはチュベイの後を継いだ息子のノム・クリが同様に自らのシバウチを務めるメクリン人のジャムチの義務免除を願ったが、許されなかったことが記されている。
また、元代のメクリン部は「四枝滅吉憐民」とも記されており、4つの遊牧集団から構成されていたと見られる。

## 北元時代
大元ウルスが洪武帝の攻撃によって北走し、明朝が成立するとメクリン部を取り巻く情勢は大きく変わった。メクリン部はオゴデイ・カアンやカイドゥ以来縁の深いオゴデイ家との結びつきを強め、14世紀に即位したオゴデイ裔カアンのオルク・テムルやアダイの有力な支持母体になったと見られている。
宣徳5年(1450年)にメクリン(麦克零)部は始めて明朝の記録に表れ、この時明朝はエジナ方面に居住するメクリン部が辺境に侵攻することを恐れ、使者を派遣して招諭しようとした。これを受けて9カ月後、メクリン部の長モンケ・ブカ(猛哥不花)は沙州衛・赤斤蒙古衛とともに使者を派遣し、明朝に朝貢した。
宣徳帝が亡くなり正統帝が即位した頃より、モンケ・ブカ率いるメクリン部は明朝統治下の沙州衛・赤斤蒙古衛に侵攻するようになった。正統元年(1436年)には沙州衛・赤斤蒙古衛とメクリン部との間に大規模な軍事衝突があり、この戦いでメクリン部を破った功績によって両衛の指導者は明朝より恩賞を受けた。
正統5年(1440年)にはオイラト部の賢義王タイピンの息子のネレグ(捏列骨)がクムルを攻囲し、当時バルス・クル地方で遊牧していたモンケ・ブカはメクリン兵を率いてネレグを破り、これを敗走させた。しかしネレグを撃ち破ったモンケ・ブカは今度は自らがクムルを攻撃し、クムルとの対立関係は正統5年(1443年)まで続いたようである。
一方、同時期に北方のオイラト部はトゴン-エセン父子の下で勢力を拡大し、モンゴリア全域を支配するまでになっていた。正統12年(1447年)にはモンケ・ブカとマウラー平章がオイラト部エセン配下の把把来王を襲撃する事件が起き、メクリン部はオイラト部と敵対関係に陥ってしまった。これ以後の趨勢は不明であるが、クムル同様一時的にオイラト部の勢力下に入ったものと見られている。

## ヨンシエブ時代
エセン・ハーンの死後、モンゴル周辺では統一的な勢力が存在せず、ハラチン部のボライ、オンリュート(アバガ部)のモーリハイなど、各地で有力な首長が並び立った。同時期にトルファン方面ではメクリン部出身のベグ・アルスランが登場し、当初は僅かな兵力しか持たなかったがやがて勢力を拡大し、メクリン部を統治するに至った。オルドス高原でボライ、モーリハイが相継いで亡くなると、ベグ・アルスランは天山山脈の住地を離れて東遷し、オルドス地方に移住した。ベグ・アルスランはそれまで率いていたメクリン部に加えてアスト部、ハラチン部を併合し、「大ヨンシエブ」部を構成した。
一方、ベグ・アルスランに従わず天山山脈に居住したままの者達もいた。成化9年(1473年)、モグーリスタン・ハン国のスルタン・アリーはクムルを急襲・掠奪し、クムルに属する諸民族は赤斤蒙古衛などに逃れざるを得なくなった。そこで明朝は逃れてきたクムルの臣民に官職を授け保護したが、その中でメクリン部頭目トクトア・ブカもまた指揮僉事とされた。明朝ではトクトア・ブカ及び共に逃れてきた哈密都督の罕慎を支援してクムルを再興させようとしたが、これは実行されることがなかった。また、トルファンによるクムル占領以後、クムルの弱体化によってメクリン部は自立化するようになり、明代の漢文史料ではこの頃より明朝の招撫を受けないメクリン集団の事を「野乜克力」と呼称するようになっている。
成化20年(1484年)にはメクリン部はトルファンとの戦いで劣勢になり、明朝の甘粛方面に移住してきた。成化23年(1487年)、オイラト内部でも内部分裂が生じ、アシャ太師やウマサンジャ王が南下してメクリン部近隣に移住し、メクリン部はオイラト部とともに明朝の辺境(甘粛方面)への侵攻を狙うようになった。

### イブラヒムの統治
弘治5年(1492年)、エセン・ハーンの息子のウマサンジャ(アマーサンジー)とヴァイス・ハーンの娘のマフトゥームとの間に生まれたイブラヒムとイルヤースが父と諍いを起こし、オイラト部から逃れてメクリン部に亡命した。同年、クムルの忠順王シャンバはメクリン部と姻戚関係を結び、同時にイブラヒムとイルヤースと倶に明朝に使者を派遣した。弘治6年(1493年)、トルファン・ハン国のアフマドはコムルを襲撃して攻囲し、追い詰められたシャンバはメクリン部・オイラト部に救援を要請したもののメクリン部も敗れシャンバはアフマドの捕虜となった。これ以後、トルファンとメクリン部は対立関係にあり、屡々干戈を交えていた。
イブラヒムはメクリン部の長になるとともにベグ・アルスラン、イスマイル死後のヨンシエブの長にもなり、モンゴル高原の諸侯の勢力削減を図るダヤン・ハーンと対立するようになった。弘治8年(1495年)、メクリン部及びヨンシエブ部の長であるイブラヒムとモンゴルのダヤン・ハーンとの抗争は激化し、イブラヒムは明朝に入貢と互市の許可を申請して活路を開こうと図った。イブラヒムは同じくダヤン・ハーンに反抗するオルドス部のマンドライ・アカラクと手を組み活動していたが、最終的にダラン・テリグンの戦いでダヤン・ハーンに敗れ、僅かな部下を率いて青海地方に逃れざるを得なくなった。
これ以後のメクリン部の動向は不明であるが、モンゴル語史料においてメクリン部出身の人物(ベグ・アルスラン等)の所属が「ウイグト」や「オイラト」とされていることから、ウイグル人やオイラト人に同化・解体されたものと推測されている。